# Paralastor dyscritias
Paralastor dyscritias är en stekelart som beskrevs av Perkins 1914. Paralastor dyscritias ingår i släktet Paralastor och familjen Eumenidae. Inga underarter finns listade i Catalogue of Life.